# Los Carrillos (Abanilla)
Los Carrillos es una pedanía del municipio de Abanilla, Murcia que se ubica al este del municipio; no muy lejos de la villa. Esta bajo la sierra de Abanilla, en el Campo de la Murada. Se llega a la localidad por la carretera local MU 6-A, que sale a la altura de la casería de Cuyalve.
Tiene 33 habitantes.

## Pueblo
Los Carrillos no cuenta con un núcleo propio, sino que es un grupo de caseríos dispersos por toda la depresión con la Peña Roja en el centro de la pedanía, aparte de los Carrillos, se dividen en: Carrillos Bajos, Cuyalve, Peñaroja y Tarquina.
El pueblo que da nombre a la pedanía se ubica muy cerca con la frontera con la Comunidad Valenciana. Aquí finaliza la carretera MU 6-A; y el núcleo se formó a partir de una antigua casería perteneciente a una familia llamado los Carrillos; origen topónico al lugar. Se cultiva el olivo, el almendro, el limón, la uva, el melón y el esparto; y está rodeado de canteras de yesos; siendo la economía principal del lugar. 
Tiene agua potable gracias a la planta potabilizadora que está al lado, aprovechando el paso del Trasvase Tajo-Segura por el lugar; aunque dicha planta pertenece a Orihuela, no es ningún problema para el núcleo.
Entre servicios, cuenta con un restaurante en el centro del pueblo.

## Entorno natural
Entre los puntos de interés natural tenemos la sierra de Abanilla que se encuentra al N de la pedanía; pero lo más destacable es la Peña Roja; una mole caliza de un color rojizo y que esta salpicada de cuevas en la peña; la más interesante es la Cueva Toro.